# Хркановці-Джаковацькі
45°16′ пн. ш. 18°11′ сх. д. / 45.26° пн. ш. 18.18° сх. д.
Хркановці-Джаковацькі (хорв. Hrkanovci Đakovački) — населений пункт у Хорватії, в Осієцько-Баранській жупанії у складі громади Трнава.

## Населення
Населення за даними перепису 2011 року становило 136 осіб.
Динаміка чисельності населення поселення:

## Клімат
Середня річна температура становить 10,86 °C, середня максимальна – 25,10 °C, а середня мінімальна – -5,90 °C. Середня річна кількість опадів – 754 мм.
| Клімат поселення                              | Клімат поселення | Клімат поселення | Клімат поселення | Клімат поселення | Клімат поселення | Клімат поселення | Клімат поселення | Клімат поселення | Клімат поселення | Клімат поселення | Клімат поселення | Клімат поселення | Клімат поселення |
| Показник                                      | Січ.             | Лют.             | Бер.             | Квіт.            | Трав.            | Черв.            | Лип.             | Серп.            | Вер.             | Жовт.            | Лист.            | Груд.            |                  |
| Середній максимум, °C                         | 6,00             | 7,95             | 12,38            | 16,99            | 22,10            | 25,10            | 25,00            | 24,41            | 20,32            | 15,03            | 9,21             | 5,24             |                  |
| Середня температура, °C                       | 0,04             | 1,99             | 6,44             | 11,03            | 16,14            | 19,15            | 21,06            | 20,45            | 16,38            | 11,07            | 5,26             | 1,30             |                  |
| Середній мінімум, °C                          | −5,9             | −3,95            | 0,48             | 5,08             | 10,18            | 13,21            | 17,11            | 16,50            | 12,42            | 7,12             | 1,31             | −2,66            |                  |
| Норма опадів, мм                              | 48               | 48               | 45               | 56               | 69               | 98               | 68               | 62               | 54               | 68               | 76               | 62               |                  |
| Середньомісячна швидкість вітру, м/с          | 2.00             | 2.27             | 2.55             | 2.47             | 2.19             | 2.00             | 1.99             | 1.83             | 1.80             | 1.88             | 1.98             | 2.07             |                  |
| Середньомісячна сонячна радіація, кДж/м²·день | 4306             | 7005             | 10915            | 15305            | 19213            | 21128            | 22090            | 20471            | 14983            | 9299             | 4921             | 3623             |                  |
| --------------------------------------------- | ---------------- | ---------------- | ---------------- | ---------------- | ---------------- | ---------------- | ---------------- | ---------------- | ---------------- | ---------------- | ---------------- | ---------------- | ---------------- |
| Джерело:                                      |                  |                  |                  |                  |                  |                  |                  |                  |                  |                  |                  |                  |                  |